# Antoine I. de Gramont

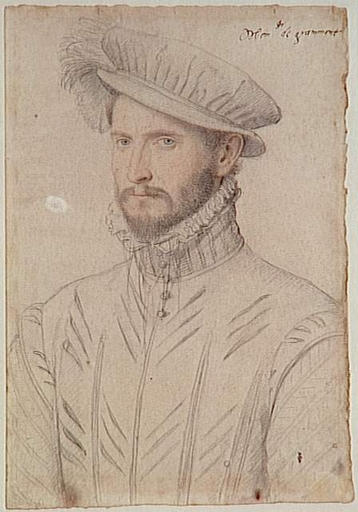
Antoine I. de Gramont, Werkstatt von François Clouet, um 1559, Musée Condé

Antoine I. d’Aure de Gramont (* Ende 1526; † 8. Dezember 1576 in Bidache) war Vicomte d’Aure, Comte de Guiche, Souverain de Bidache.

## Leben
Antoine d’Aure war der Sohn von Ménaud d’Aure, Vicomte d’Aster (um 1485–1534), und Claire de Gramont, der Erbin von Gramont, in deren Ehevertrag festgehalten worden war, dass der älteste Sohn des Paares den Namen Gramont tragen müsse; sein Urgroßvater war Graf Gaston IV. von Foix. Er war Chevalier, Baron de Gramont, Souverain de Bidache, Comte de Guiche, Vicomte d’Aster, Baron de Bergouey, de Bardos, d’Escos, de Gabaston, de Mussidan, de Montory, de Haux et des Angles.
1548 war er Bürgermeister und Kapitän von Bayonne, 1549 Conseiller d’État und Kapitän der Gendarmen; aufgrund seiner Ehe, die er in diesem Jahr schloss, gehörte er zum Gefolge des Prince de Condé. Er trat zum Protestantismus über, um dem Hof der Königin von Navarra, Jeanne d’Albret, angehören zu können, und wurde dann einer der wichtigsten Anführer der Protestanten im Südwesten Frankreichs.
1558 nahm er als Kommandeur einer Infanterie-Kompanie, die er auf seine Kosten aufgestellt hatte, an der Belagerung von Calais teil, sowie an der Eroberung der Boulonnais.
Von 1559 bis 1564 war er Gentilhomme ordinaire de la Chambre du Roi der Könige Heinrich II. († 1559), Franz II. († 1560) und Karl IX. Am 7. Dezember 1561 wurde er in den Ordre de Saint-Michel aufgenommen.
Am 22. März 1563 wurde er zum Lieutenant-général der Königin in Navarra und Béarn ernannt, versuchte danach, den Calvinismus in Nieder-Navarra einzuführen und installierte einen Prediger in Saint-Palais. Im Dezember 1563 wurden Gramont und Guiche zu (französischen) Grafschaft erhoben. Den Titel eines souveränen Fürsten von Bidache nahm er 1570 selbst an.
Er kommandierte das Oberstregiment reformierter Truppen in Guyenne (das protestantische Regiment Gramont), bestehend aus 6000 Männern, „alles alte Soldaten der Gascogne und gut, so gut wie alle anderen“ (Brantôme). Das Regiment war in drei Korps zu 2.000 Mann unterteilt, mit den Sieurs de Montamat, de La Lande und de Bahus als Mestres de camp, wobei Bernard d’Astarac, Baron de Montamat, protestantischer Kapitän, der gleichzeitig mit Bernard, Baron d’Arros, zum Lieutenant-général Jeanne d’Albrets aufstieg der bekannteste ist. Im Ersten Hugenottenkrieg nahm er an den Plünderungen von Poitiers und Angoulême teil, an den Eroberungen von Orléans und Bourges, der Blockade von Paris und der Schlacht bei Dreux. Das Regiment wurde am 19. März 1563 gemäß den im Text des Friedens von Amboise enthaltenen Erklärungen aufgelöst.
Während des Angriffs der königlichen Armee, kommandiert von Antoine de Lomagne, Baron de Terride, 1569 auf den Béarn zog er sich nach Bidache zurück, weil er keinen Widerstand leisten konnte. Nach der Eroberung von Orthez durch den Comte de Montgomery, konnte sich Gramont mit ihm nicht zum Amt des Lieutenant-général von Navarra einigen und zog sich auf seine Burg zurück.
Während der Hochzeit von Heinrich von Navarra mit Margarete von Valois hielt er sich in Paris auf und entkam dem Massaker der Bartholomäusnacht (23./24. August 1572) nur deswegen, weil Karl IX. ihn unter seinen Schutz stellte. Er konvertierte zurück zum Katholizismus und blieb nun katholisch bis zu seinem Tod.
Ab Oktober 1572 stand er im Dienst des Königs, der ihn zum Gouverneur von Navarra und Béarn ernannte und so dem König von Navarra gegenüberstellte. Am 17. April 1573 wurden er und sein Sohn Philibert von den Protestanten gefangen genommen, als er nach Dax kam, um mit den französischen Kapitän Bernard d’Arros zu verhandeln. Der Herzog von Anjou und Karl IX. verlangten, dass die Täter bestraft würden. Bei der Entwicklung des Vorgangs handelte Gramont direkt mit dem Herzog von Anjou und er bestand in seinen Briefen auf seiner Loyalität.
In den folgenden Wirren spielte er nur noch eine ziemlich undeutliche Rolle, deren Charakter der Hugenottenhistoriker Nicolas de Bordenave, Historiograph des Hauses Navarra und sein Zeitgenosse, beschrieb.

## Ehe und Famille

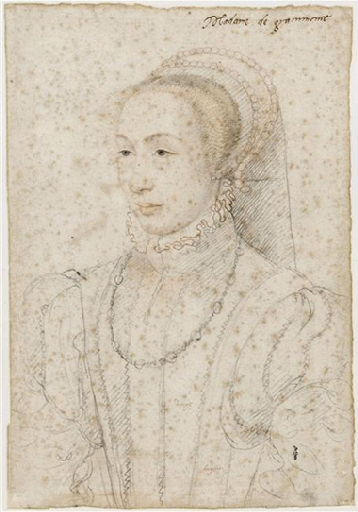
Schule Jean Clouets, Portrait d'Hélène de Clermont

Mit Ehevertrag vom 29. September 1549 heiratete er Hélène de Clermont de Traves († 10. Januar/3. März 1595), Erbtochter von François de Clermont, Seigneur de Traves et de Toulongeon, und Anne Hélène Gouffier, einer Tochter von Artus Gouffier de Boisy. Ihre Kinder waren:
- Philibert de Gramont (* 22. August 1552; † 11. Juli 1580[7] bei der Belagerung von La Fère), Comte de Guiche, Vicomte d'Aster, Baron de Gramont, Souverain de Bidache etc.; ⚭ 7. August 1567[8] Diane d'Andouins, genannt Corisande, Dame d’Adouins, de Lescun et de Hagetmau, Comtesse de Louvigny (* wohl Herbst 1554; † Februar 1621), Erbtochter von Paul d’Andouins und Marguerite de Caune. Ihr Sohn war Antoine II. de Gramont, Vizekönig von Navarra, der 1643 zum Herzog und Pair ernannt wurde.
- Jean Antoine de Gramon, 1576 bezeugt
- Théophile de Gramont († 1597[9]); ⚭ (Ehevertrag vom 8. Juli 1588) Charlotte de Clermont de Toulongeon, Tochter von Claude de Clermont, genannt de Toulongeon, und Perronne de La Chambre, Witwe von Jacques de Vienne
- Marguerite de Gramont, testierte 6. Oktober 1586; ⚭ (Ehevertrag vom 14. Juni 1572) Jean de Durfort (X Februar 1587) Vicomte de Duras, Sohn von Symphorien de Duras.
- Claire-Suzanne de Gramont († 21. November 1632/27. April 1633), 1593 Vicomtesse d’Aster; ⚭ (Ehevertrag vom 3. März 1595) Henri des Prez, Seigneur de Montpezat († 1619[10]), Sohn von Melchior des Prez

Darüber hinaus hatte er mit einer unbekannten Frau einen unehelichen Sohn, Marsilien de Gramont, der 1610 bezeugt ist.